# Dovilė Rimkutė
Dovilė Rimkutė den 8 oktober 2001, är en litauisk roddare.

## Karriär
I maj 2023 vid EM i Bled tog Rimkutė silver tillsammans med Donata Karalienė i dubbelsculler. I september 2023 tog de även silver i dubbelsculler vid VM i Belgrad. I april 2024 tog de silver i dubbelsculler vid EM i Szeged.